# Roman Anatoljevics Pavljucsenko
Roman Anatoljevics Pavljucsenko (oroszul: Рома́н Анато́льевич Павлюче́нко; Mosztovszkoj, Szovjetunió, 1981. december 15. –) orosz válogatott labdarúgó, jelenleg az orosz Kubany Krasznodar csapatának csatára.

## Pályafutása

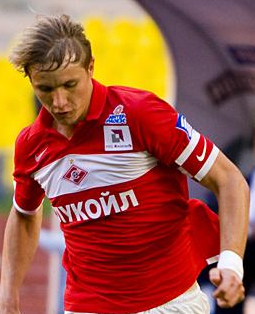
Pavljucsenko a Szpartak Moszkva mezében.

Pavljucsenko Mosztovszkojban született, de nem sokkal később Sztarocserkeszkaja városába költözött a családjával. Itt fedezték fel a tehetségét, és elhívták a sztavropoli sportiskolába. Pavljucsenko 1999-ben mutatkozott be a felnőttek között a Gyinamo Sztavropol csapatában, a szezon hetedik bajnoki fordulójában pedig megszerezte első profi gólját a Lokomotyiv Szankt-Petyerburg ellen. Az idényben ez volt az egyetlen gólja, csapata pedig kiesett a másodosztályból. Pavljucsenko viszont bekerült az U19-es orosz válogatottba, és több nagy csapat is érdeklődni kezdett utána. 
Csupán egy év után, 2000-ben a Rotor Volgográdhoz igazolt, ahol három évet töltött. Kezdetben nem jutott sok játéklehetőséghez, majd a Rosztszelmas Rosztov elleni góljával bizonyította tehetségét. Végül hat góllal zárta a szezont, ami az első volt számára az élvonalban; többek közt a CSZKA Moszkva ellen is eredményes volt idegenben. 2003 tavaszán került a Szpartak Moszkvához, amely pályafutásának eddigi legsikeresebb állomásának bizonyult. Vakmerősége, gólerőssége és klubhűsége a legpesszimistább Szpartak-szurkolókat is meggyőzte képességeiről, a fővárosi piros-fehér egyesület kulcsemberévé, a csatársor emblematikus alakjává vált.

### Tottenham Hotspur

#### 2008-2009
Pavljucsenko 2008. augusztus 30-án igazolt az angol Tottenham Hotspur csapatához közel 14 millió fontért. A 9-es számú mezt kapta, miután annak korábbi tulajdonosa, Dimitar Berbatov a Manchester Unitedhez igazolt. 2008. szeptember 15-én debütált a csapatban az Aston Villa ellen, első gólját 2008. szeptember 24-én szerezte a Ligakupa 3. körében a Newcastle United ellen. A bajnokságban először 2008. október 26-án volt eredményes hazai pályán a Bolton Wanderers ellen. 2008. november 1-jén a Liverpool ellen szerzett győztes gólt a White Hart Lane-en.
2009 januárjában a klub leigazolta két korábbi támadóját, Robbie Keanet és Jermain Defoet, így a gyengén szereplő orosz a cserepadra került.

#### 2009-2010
A 2009-10-es szezonra már jelentősen megerősödött a támadó szekció, hisz leigazolták Peter Crouchot a Portsmouthttól.
Az orosz távozni akart, hiszen emiatt csak ötödik számú csatár lett volna, de időközben Darren Bent a Sunderlandhez igazolt.
Ennek ellenére eleinte egyáltalán nem fért be a csapatba, hisz 26 fordulóból mindössze 4 mérkőzésen volt a pályán.
Azonban a bajnokság második felében a csapat kölcsönadta Keanet a Celticnek, így Pavljucsenko megkaphatta a lehetőséget.
Ezt, úgy tűnt, sikerül kihasználnia, hisz a következő, Wigan elleni idegenbeli bajnokin a 73. percben beállt, utána kétszer is bevette a kaput, ezzel 3-0 arányban győztek. A 28. fordulóban az Everton ellen, hazai környezetben kezdő volt, ismét betalált, csapata 2-1-re nyert. Utána szerzett még két gólt, mindkettőt a 30. fordulóban. Ekkor a White Hart Lane volt ismét a helyszín, ahol 2 gólt lőtt a Blackburn Roversnek, 3-1 es sikerhez hozzásegítve a Spurst.
A következő 8 bajnoki mindegyikén játszott, azonban több gólt nem szerzett.
Az idény során összesen 24 tétmeccsen jutott csak szóhoz, melyeken 10 gólt szerzett.

#### 2010-2011

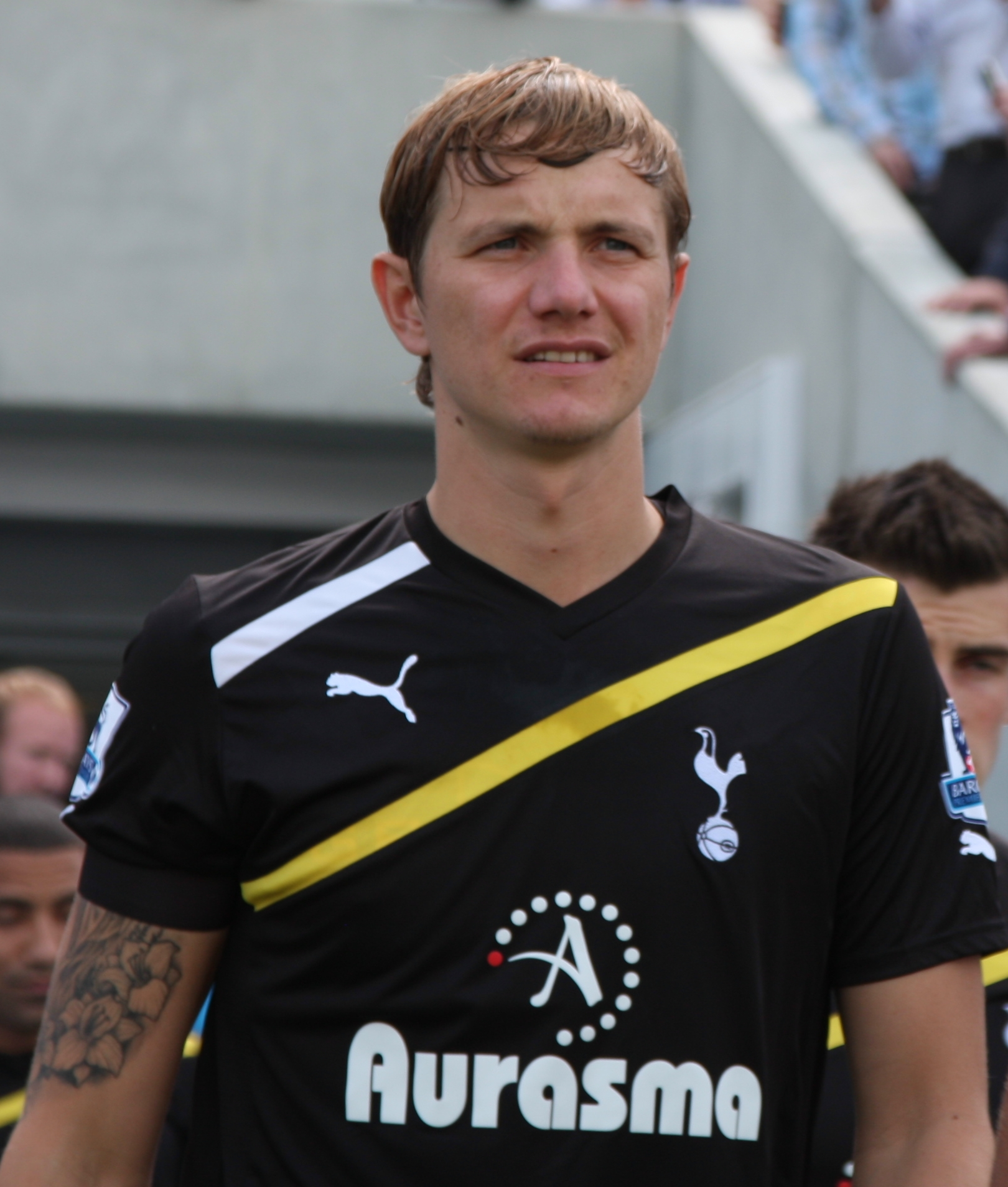
Pavljucsenko a Tottenham Hotspur játékosaként.

A 2010-11-es idényt jól kezdte, hisz az ötödik fordulóban a Wolves, a nyolcadikban a Fulham, a tizenegyedikben a Bolton, a tizenharmadikban pedig a Blackburn kapujába is betalált.
A tizenhetedik és utána következő bajnokikon először a Chelseanek, utána a Blackpoolnak lőtt gólt.
A huszonkilencedik játéknapon megint betalált a Wolves kapujába, ezúttal a Molineux Stadionban. A harmincnegyedik fordulóban a West Brom ellen talált be.
Az utolsó fordulóban csereként állt be a Birmingham City elleni, hazai pályán játszott mérkőzésen. Két gólt is szerzett, mellyel csapata 2-1 arányban győzött, ellenfelük pedig ennek köszönhetően kiesett az élvonalból.
A Bajnokok Ligájában sokat hozzátett ahhoz, hogy csapata újoncként is a negyeddöntőig meneteljen, hiszen itt 6 meccsen játszott, melyeken 3 gólt lőtt; először a Twente elleni, 4-1-es győzelem alkalmával két gólt, majd a címvédő Internazionale elleni 3-1-re megnyert meccsen egyet. Mindhármat a csoportkörben, hazai pályán szerezte.
A Milan elleni nyolcaddöntő-visszavágón nyolc percet kapott.
A Tottenham-Real Madrid elleni negyeddöntő-visszavágó már csak formalitás volt, hiszen az odavágón 4-0-ra kikaptak, de Pavljucsenko a hazai pályán 1-0-ra elszenvedett vereség alkalmával végig a pályán volt.

#### 2011-2012
2012-ig volt a Spurs játékosa, utolsó itt töltött évada során öt bajnokin jutott szóhoz.

### Lokomotiv Moszkva
2012 elején több lehetőség érdekében igazolt a moszkvai egyesülethez.

### A válogatottban
2003-ban, 22 évesen mutatkozott be az orosz labdarúgó-válogatottban, 2005 óta a szbornaja csatársorának kihagyhatatlan tagja. A 2008-as Európa-bajnokságon három gólt szerzett, ezzel a második lett a góllövőlistán.

## Statisztika

### Klubszereplés
| Klub                | Szezon           | Bajnokság | Bajnokság | Kupa    | Kupa  | Ligakupa | Ligakupa | Európa  | Európa | Egyéb   | Egyéb | Összesen | Összesen |
| Klub                | Szezon           | Meccsek   | Gólok     | Meccsek | Gólok | Meccsek  | Gólok    | Meccsek | Gólok  | Meccsek | Gólok | Meccsek  | Gólok    |
| ------------------- | ---------------- | --------- | --------- | ------- | ----- | -------- | -------- | ------- | ------ | ------- | ----- | -------- | -------- |
| Gyinyamo Sztavropol | 1999             | 31        | 11        | 3       | 0     | -        | -        | -       | -      | -       | -     | 34       | 11       |
| Gyinyamo Sztavropol | Total            | 31        | 11        | 3       | 0     | 0        | 0        | 0       | 0      | 0       | 0     | 34       | 11       |
| Rotor               | 2000             | 16        | 5         | 1       | 1     | -        | -        | -       | -      | -       | -     | 17       | 6        |
| Rotor               | 2001             | 28        | 5         | 0       | 0     | -        | -        | -       | -      | -       | -     | 28       | 5        |
| Rotor               | 2002             | 21        | 4         | 1       | 0     | -        | -        | -       | -      | -       | -     | 22       | 4        |
| Rotor               | Total            | 65        | 14        | 2       | 1     | 0        | 0        | 0       | 0      | 0       | 0     | 67       | 15       |
| Szpartak Moszkva    | 2003             | 27        | 10        | 5       | 3     | 1        | 2        | 2       | 1      | -       | -     | 35       | 16       |
| Szpartak Moszkva    | 2004             | 26        | 10        | 2       | 0     | -        | -        | 5       | 3      | 1       | 0     | 34       | 13       |
| Szpartak Moszkva    | 2005             | 25        | 11        | 1       | 1     | -        | -        | -       | -      | -       | -     | 26       | 12       |
| Szpartak Moszkva    | 2006             | 27        | 18        | 6       | 0     | -        | -        | 10      | 3      | 1       | 0     | 44       | 21       |
| Szpartak Moszkva    | 2007             | 22        | 14        | 3       | 0     | -        | -        | 8       | 6      | 0       | 0     | 33       | 20       |
| Szpartak Moszkva    | 2008             | 14        | 6         | 0       | 0     | -        | -        | 3       | 1      | -       | -     | 17       | 7        |
| Szpartak Moszkva    | Total            | 141       | 69        | 17      | 4     | 1        | 2        | 28      | 14     | 2       | 0     | 189      | 89       |
| Tottenham Hotspur   | 2008–09          | 28        | 5         | 2       | 3     | 6        | 6        | 0       | 0      | -       | -     | 36       | 14       |
| Tottenham Hotspur   | 2009–10          | 16        | 5         | 6       | 4     | 2        | 1        | -       | -      | -       | -     | 24       | 10       |
| Tottenham Hotspur   | 2010-11          | 29        | 10        | 1       | 0     | 1        | 0        | 8       | 4      | -       | -     | 39       | 14       |
| Tottenham Hotspur   | 2011–12          | 5         | 1         | 2       | 1     | 1        | 0        | 6       | 2      | -       | -     | 14       | 4        |
| Tottenham Hotspur   | Total            | 78        | 21        | 11      | 8     | 10       | 7        | 14      | 6      | 0       | 0     | 113      | 42       |
| Lokomotiv Moscow    | 2011–12          | 9         | 2         | 1       | 0     | -        | -        | 0       | 0      | -       | -     | 10       | 2        |
| Lokomotiv Moscow    | 2012–13          | 9         | 4         | 0       | 0     | -        | -        | -       | -      | -       | -     | 9        | 4        |
| Total               | Total            | 14        | 4         | 1       | 0     | 0        | 0        | 0       | 0      | 0       | 0     | 15       | 4        |
| Karrier összesen    | Karrier összesen | 333       | 121       | 34      | 13    | 11       | 9        | 42      | 20     | 2       | 0     | 422      | 163      |

### Góljai a válogatottban
| #   | Dátum                | Helyszín                                        | Ellenfél      | Gól | Eredmény | Kiírás               |
| --- | -------------------- | ----------------------------------------------- | ------------- | --- | -------- | -------------------- |
| 1.  | 2005. október 8.     | Lokomotyiv Stadion, Moszkva, Oroszország        | Luxemburg     | 3–1 | 5 – 1    | 2006-os vb-selejtező |
| 2.  | 2007. augusztus 22.  | Lokomotyiv Stadion, Moszkva, Oroszország        | Lengyelország | 2–0 | 2 – 2    | Barátságos mérkőzés  |
| 3.  | 2007. október 17.    | Luzsnyiki Stadion, Moszkva, Oroszország         | Anglia        | 1–1 | 2 – 1    | 2008-as Eb-selejtező |
| 4.  | 2007. október 17.    | Luzsnyiki Stadion, Moszkva, Oroszország         | Anglia        | 2–1 | 2 – 1    | 2008-as Eb-selejtező |
| 5.  | 2008. május 28.      | Wacker Arena, Burghausen, Németország           | Szerbia       | 2–1 | 2 – 1    | Barátságos mérkőzés  |
| 6.  | 2008. június 3.      | Wacker Arena, Burghausen, Németország           | Litvánia      | 3–1 | 4 – 1    | Barátságos mérkőzés  |
| 7.  | 2008. június 10.     | Tivoli Neu, Innsbruck, Ausztria                 | Spanyolország | 3–1 | 4 – 1    | 2008-as Eb           |
| 8.  | 2008. június 18.     | Tivoli Neu, Innsbruck, Ausztria                 | Svédország    | 1–0 | 2 – 0    | 2008-as Eb           |
| 9.  | 2008. június 21.     | St. Jakob-Park, Bázel, Svájc                    | Hollandia     | 1–0 | 3 – 1    | 2008-as Eb           |
| 10. | 2008. szeptember 10. | Lokomotyiv Stadion, Moszkva, Oroszország        | Wales         | 1–0 | 2 – 1    | 2010-es vb-selejtező |
| 11. | 2009. március 28.    | Luzsnyiki Stadion, Moszkva, Oroszország         | Azerbajdzsán  | 1–0 | 2 – 0    | 2010-es vb-selejtező |
| 12. | 2009. augusztus 12.  | Luzsnyiki Stadion, Moszkva, Oroszország         | Argentína     | 2-3 | 2 – 3    | Barátságos mérkőzés  |
| 13. | 2009. szeptember 5.  | Petrovszkij stadion, Szentpétervár, Oroszország | Liechtenstein | 2-0 | 3 – 0    | 2010-es vb-selejtező |
| 14. | 2009 szeptember 5.   | Petrovszkij stadion, Szentpétervár, Oroszország | Liechtenstein | 3-0 | 3 – 0    | 2010-es vb-selejtező |
| 15. | 2009. szeptember 9.  | Millennium stadion, Cardiff, Wales              | Wales         | 3-1 | 3 – 1    | 2010-es vb-selejtező |
| 16. | 2011. március 29.    | Jassim Bin Hamad Stadion, Doha, Katar           | Katar         | 1-1 | 1 – 1    | Barátságos mérkőzés  |
| 17. | 2011. június 4.      | Petrovszkij Stadion, Szentpétervár, Oroszország | Örményország  | 1-1 | 3 – 1    | Eb-selejtező         |
| 18. | 2011. június 4.      | Petrovszkij Stadion, Szentpétervár, Oroszország | Örményország  | 2-1 | 3 – 1    | Eb-selejtező         |
| 19  | 2011 június 4.       | Petrovszkij Stadion, Szentpétervár, Oroszország | Örményország  | 3-1 | 3 – 1    | Eb-selejtező         |
| 20  | 2011 október 11.     | Luzsnyiki Stadion, Moszkva, Oroszország         | Andorra       | 3-0 | 6 – 0    | Eb-selejtező         |
| 21  | 2012 június 8.       | Városi stadion, Wroclaw, Lengyelország          | Csehország    | 4-1 | 4 – 1    | Európa-bajnokság     |

## Díjai

### Egyéni
- Orosz gólkirály: 2006-ban 27 mérkőzésen lőtt 18 góllal, 2007-ben 22 mérkőzésen lőtt 14 góllal, megosztva Roman Adamovval.

### Klubcsapattal
- Szpartak Moszkva:
- Orosz kupagyőztes: 2003.
- Tottenham Hotspur:
- Angol ligakupa ezüstérmes: 2009

## Külső hivatkozások
- Roman Pavljucsenko pályafutásának statisztikái a Soccerbase oldalon (angolul)

- Adatlapja a Szpartak Moszkva oldalán (oroszul)
- Adatlapja a Premjer Liga oldalán (oroszul)